# Универзитет у Сиднеју
Универзитет у Сиднеју (енгл. The University of Sydney), основан 1850. године, најстарији је универзитет у Новом Јужном Велсу у Аустралији.
У 2007. години универзитет је имао 45.182 студената и 3.018 наставника, што га чини другим универзитетом у Аустралији по величини. По финансијским средствима, најбогатији је универзитет у Аустралији.
Универзитет у Сиднеју је често био увршћен у 40 најбољих универзитета на свету у неколико избора. А међу само аустралијским универзитетима, сврстава се међу 3 најбоља (податак из 2007). 
Зграде универзитета инспирисане су универзитетима Оксфорд и Кембриџ. Главне зграде универзитета налазе се југозападно од централне пословне зоне града Сиднеја. Лоциране су између четврти Кампердауна (енгл. Camperdown) и Дарлингтона (енгл. Darlington).

## Историја
Током 1848. године Вилијам Вентворф (енгл. William Wentworth) је препоручио Законодавном савету Новог Јужног Велса да се постојећи Сиднејски колеџ прошири у универзитет. Он је тврдио да је универзитет неопходан за развој аутономне заједнице и да би дао прилику да свој деци да постану корисни чланови друштва. Вентворф је успео у својој намери из другог покушаја.
Универзитет је основан 1. октобра 1850. изгласавањем оснивачке повеље (енгл. University of Sydney Act 1850) у Парламенту Новог Јужног Велса. Тиме је постао први универзитет у Аустралији. Две године касније, 11. октобра 1852, универзитет је свечано отворен и почела су предавања у дотадашњој великој учионици Сиднејске ниже школе (енгл. Sydney Grammar School). До 1859. године универзитет се преместио на своје садашње место у Кампердауну / Дарлингтону.
Дана 27. фебруара 1858. универзитет је примио своју краљевску повељу (енгл. Royal Charter) од британске Краљице Викторије, чиме су академска звања овог универзитета изједначена са звањима универзитета Уједињеног Краљевства.

## Организација
Универзитет окупља 16 факултета:
- Факултет пољопривреде, хране и природних ресурса

- Факултет друштвених наука

- Факултет архитектуре, дизајна и планирања

- Факултет економије и бизниса

- Факултет образовања и социјалног рада

- Факултет инжињерства и информационске технологије

- Факултети здравства:
  - Факултет стоматологије

  - Факултет здравствених наука

  - Факултет медицине

  - Факултет болничарске службе и акушерства

  - Факултет за фармацију

- Факултет права

- Факултет природних наука

- Сиднејски колеџ уметности

- Сиднејски музички конзерваторијум

- Факултет ветеринарских наука


## Истраживање
Подаци из 2007. године показују да је Универзитет у Сиднеју водећи аустралијски универзитет по финансирању истраживачких пројеката.
Сиднејски истраживачи су добили око 49 милиона аустралијских долара од Аустралијског истраживачког већа за 120 пројеката којих почињу у 2007. години. То је највећи износ који је веће доделило те године. 
Универзитет је добио око 46 милиона долара 2007. године од Националног здравственог и медицинског истраживачког већа, што је највећи износ додељен било ком универзитету у савезној држави Нови Јужни Велс те године.